# قاسم أبو عز الدين
قاسم حسن أبو عز الدين (1854 - 1928) طبيب لبناني ومسؤول في الإمبراطورية العثمانية. تولى عدة مناصب منها رئيس المجلس الصحي الدولي ورئيس المراكز الصحية ووزيرا للصحة في السلطة العثمانية.

من العبادية في قضاء بعبدا ينتمي إلى عائلة درزية. تعلم في الآستانة وتخرّج طبيبا عام 1882. التحق كطبيب في الجيش العثماني ثم عُيّن محاضرا في كلية الطب بالآستانة. أرسِل في مهمة صحية للحجاز عام 1889 ثم العراق 1896. وقام بمهمات مماثلة في البحر الأسود، في بيروت وحلب. ولما أنشئ المجلس الصحي العالمي الأعلى عام 1908 في الآستانة عُين عضواً فيه وانتُخب بعد سنة رئيساً له. له مؤلفات طبية بالعربية والتركية والفرنسية.

## سيرته
ولد قاسم بن حسن بن عبد الله أبو عز الدين عام 1854 في العبادية بالمتصرفية جبل لبنان (قضاء بعبدا حاليا) وبدأ تعليمه في مدرسة القرية ثم دخل مدرسة المعلم بطرس البستاني في بيروت فأثبت نبوغا لفت إليه الأنظار فأرسله المتصرف رستم باشا بين الطلاب النابغين إلى الآستانة لإكمال دراستهم الجامعية. فتخرج طبيباً في جامعة الآستانة في 1882 وعين طبيباً في القسم الصحي التابع للجيش العثماني برتبة يوزباشي وألحق بمستشفی حيدر باشا في إسطنبول واستاذا محاضرا في كلية الطب التي تخرج فيها. 

وفي سنة 1889 انتدب للذهاب إلى الحجاز ودرس الوسائل الوقائية الواجب اتخاذها لحماية الحجيج من الأمراض الوبائية التي كانت تفتك به، فوفق إلى تخفيض عدد الإصابات من 30336 في سنة 1893 إلى 278 في 1896. نُدب لمهمة مماثلة في العراق وبلدان خليج العربي فزار البصرة وبندر عباس والكويت والأحساء والقطيف وباقي الإمارات، فأنشاء فيها مراكز صحية ومحاجر منعاً لتسرب الأوبئة التي كانت منتشرة في الهند، وكانت وسيلته الوحيدة يومئذ للانتقال قوافل الجمال فقاسى الكثير من المصاعب، ويعد من الرواد الأوائل الذين اجتازوا تلك الفدافد الصحراوية الموحشة الخطرة. 

و في 1940 كلف السفر إلى مدينة‌ سينوب على البحر الأسود لينظم الدوائر الصحية والمحاجر فيها،‌ ثم جاء إلى بيروت فنظم المحجر الصحي في محلة الكرنتينا الذي قد أنشاه إبراهيم باشا المصري في أثناء وجوده في لبنان، ثم أُرسل إلى منطقة حلب لإيجاد الوسائل الوقائية فيها من الأوبئة وذلك سنة‌ 1906.

قد أنشئ المجلس الصحي الدولي الأعلى ومركزه يومئذ الآستانة فعيّن سنة 1908 عضواً فيه ممثلاً لتركيا إلى جانب ممثلي فرنسا وبريطانيا وروسيا وإيطاليا وإيران. 

و في 1909 عيّن في أعلی مركز صحي في البلاد فكان المسؤول عن جميع المراكز الصحية والمحاجر في السلطنة العثمانية وفي الوقت نفسه أصبح رئيس المجلس الصحي الدولي.

و في الحرب العالمية الأولى أسندت إليه إدارة سكك الحديد العثمانية،‌ لكنه طلب إحالته على التقاعد فأجيب إلى طلبه في 1919 فالتحق فوراً بالملك فيصل ملك سوريا، الا أن دخول الفرنسيين البلاد جعله يعود إلى وطنه ويسكن في العبادية لكي يُعنى باملاك الواسعة التي تركها له والده، باع جميع أملاكه في مسقط رأسه وعاد يسكن الآستانة. 

توفي في الآستانة ودفن في مدافن مارتشيكا سنة 1928.

## مؤلفاته
له مؤلفات في الطب بالتركية وفرنسية والعربية:
- الكوليرا والصحة العامة في المكة
- الحج والصحة العامة عند الشيعة
- الوقاية الصحية العامة في الخليج
- التنظيم والإصلاح في الحجاز وفي موسم الحج
- الإدارة الصحية في الحجاز، 1914
- الدليل الصحي للجيش، 1918.
- إرشادات صحية لأفراد الجيش
- وباء الكوليرا في الحجاز[1]